# Рошія-Монтане
Рошія-Монтане (рум. Roșia Montană) — село у повіті Алба в Румунії. Адміністративний центр комуни Рошія-Монтане.
Село розташоване на відстані 311 км на північний захід від Бухареста, 42 км на північний захід від Алба-Юлії, 63 км на південний захід від Клуж-Напоки.

## Населення
За даними перепису населення 2002 року у селі проживали 1369 осіб.
Національний склад населення села:
| Національність | Кількість осіб | Відсоток |
| -------------- | -------------- | -------- |
| румуни         | 1304           | 95,3%    |
| угорці         | 55             | 4,0%     |
| німці          | 6              | 0,4%     |

Рідною мовою назвали:
| Мова      | Кількість осіб | Відсоток |
| --------- | -------------- | -------- |
| румунська | 1356           | 99,1%    |
| угорська  | 11             | 0,8%     |